# Santa Maria de Prats de Balaguer
Santa Maria de Prats de Balaguer, també advocada a la Trinitat, és l'església, antigament parroquial, del poble nord-català de Prats de Balaguer, a la comuna de Fontpedrosa, de la comarca del Conflent.
Està situada al costat del cementiri del poble de Prats de Balaguer, una mica allunyada a llevant del poble.

## Història
Sancte Marie de Pratis no és esmentada fins al 1267, tot i que el poble de Prats de Balaguer apareix documentat des del segle x. Tanmateix, en un document d'Elna del 1220 apareix un capellà de Prats de Balaguer, anomenat Jaume. Posteriorment, altres documents també del segle xiii certifiquen la seva existència.

## L'edifici

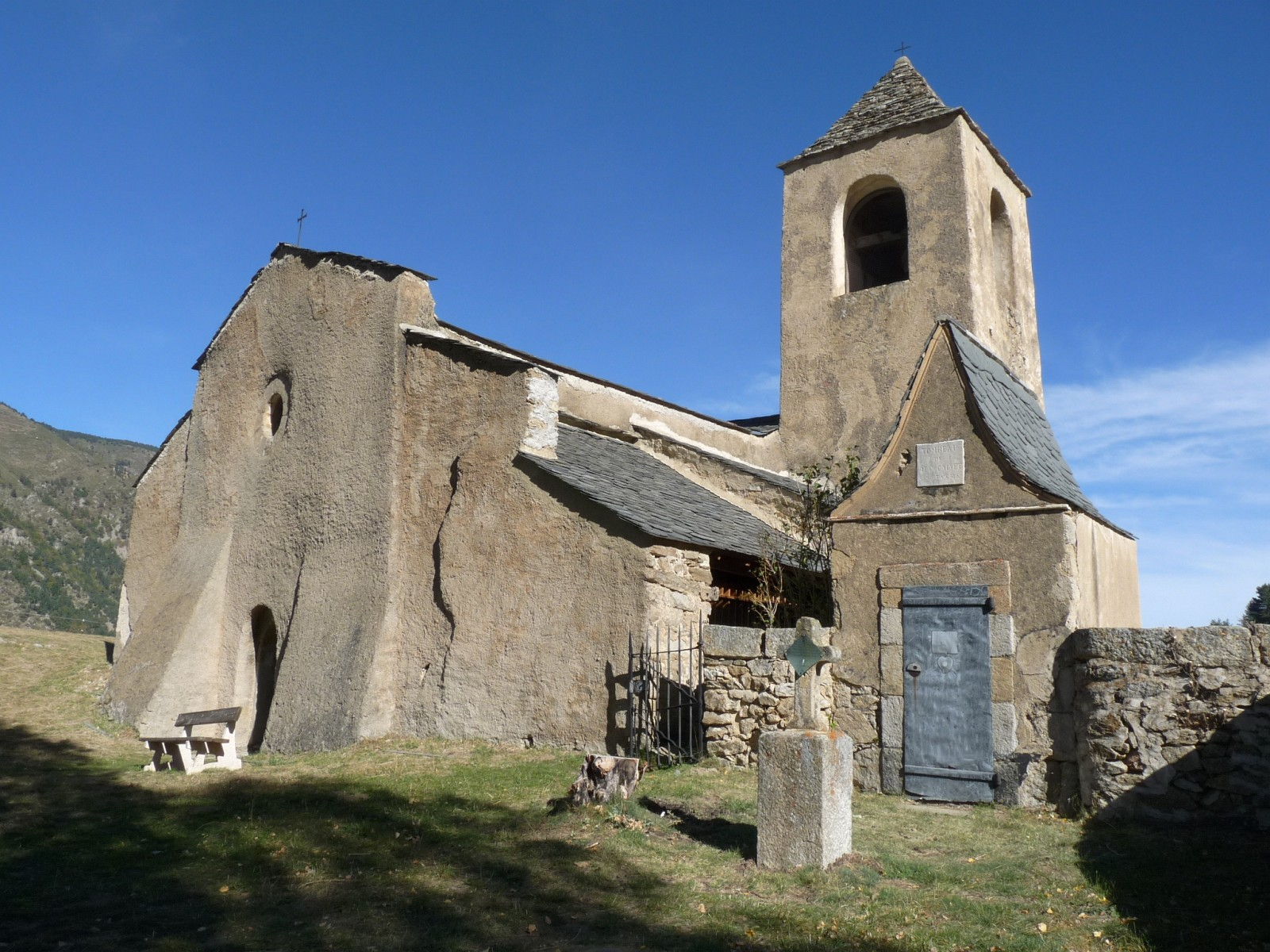
Façana occidental de l'església

És una església romànica d'una sola nau, capçada a llevant per un absis semicircular, amb un campanar de la mateixa època al costat meridional. En èpoques posteriors, l'església fou molt modificada: s'hi afegiren dues capelles al costat nord i una capella i la sagristia al sud, de manera que l'església romànica queda immersa enmig de construccions posteriors. També foren afegits gos contraforts a l'absis i dos més al frontis de ponent, atesos els problemes constructius que patia l'edifici.

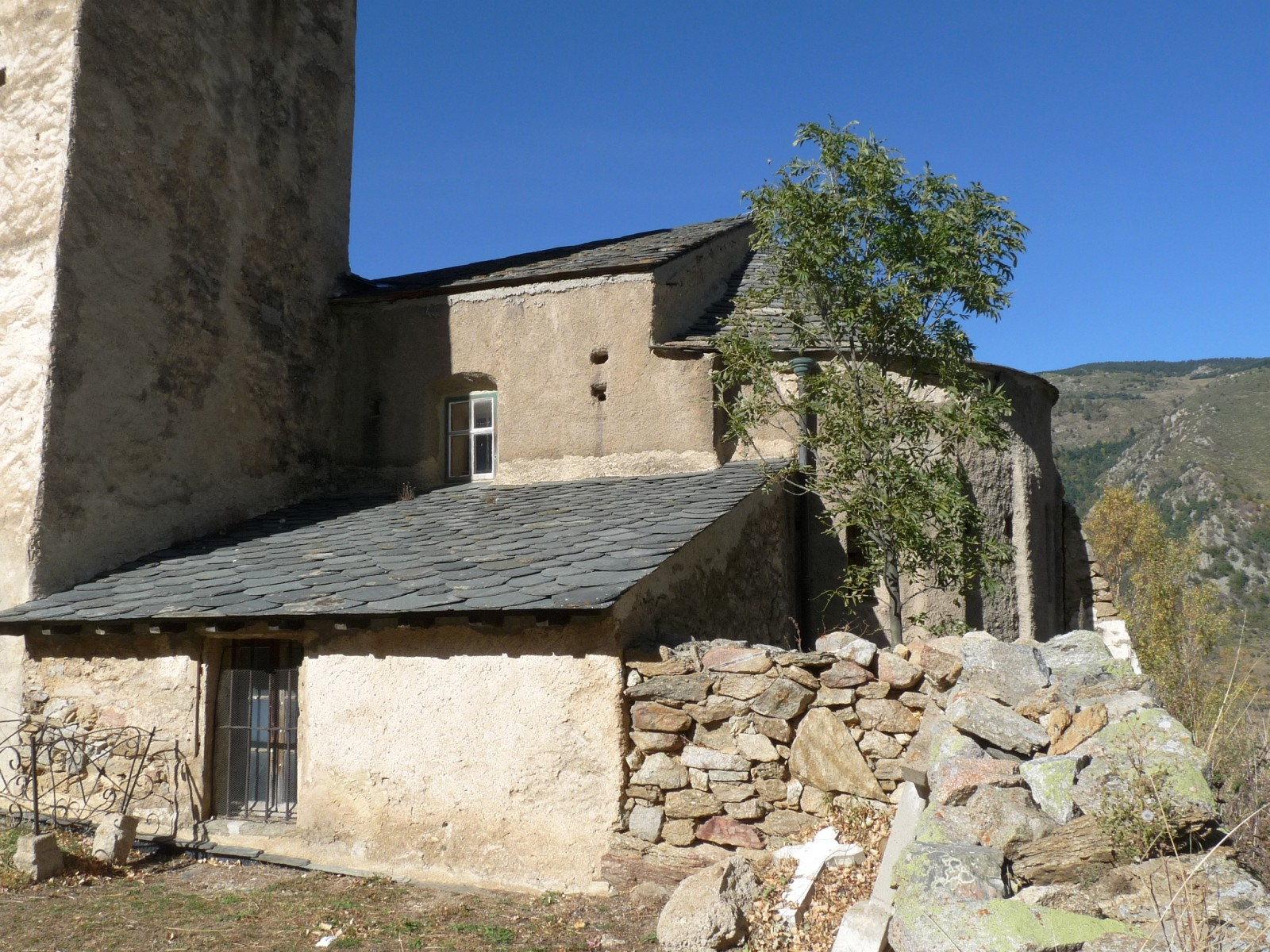
Capçalera de l'església

La nau és coberta amb una volta de canó, amb dos arcs torals sobre pilars adossats. L'absis té l'eix lleugerament desviat cap al sud, i té la volta de quart d'esfera. Un arc amb doble plec de mig punt fa d'arc presbiteral i uneix l'absis amb la nau. Al centre i al costat de migdia de l'absis hi ha finestres de doble esqueixada. La decoració exterior de l'absis devia ser molt semblant a la de l'església de Sant Andreu d'Èvol; només s'hi conserven tres lesenes (les arcades llombardes són desaparegudes), però la seva factura és idèntica a la d'aquella església.
La porta, petita i senzilla, és a la façana de ponent. Consta de dos arcs de mig punt en degradació. Les dovelles visibles són fetes de carreus de granit grossos. Un ull de bou damunt de la porta remata aquesta façana. És fet també amb dovelles de granit ben polides. És una construcció del segle xi.

## La marededeu
Aquesta església conservava una notable imatge policromada de la Mare de Déu amb l'Infant, però fou robada els darrers anys del segle xx. Per les fotografies i textos que se'n conserven, és semblant a la de Santa Maria de Cornellà de Conflent.